# Трнский, Иван
Иван Трнский (хорв. Ivan Trnski; 1 мая 1819 — 30 июня 1910) — хорватский писатель, переводчик и создатель головоломок. Прославленный при жизни как великий поэт и патриот, он и поныне считается на родине искусным поэтом и плодовитым автором окказиональных стихов.

## Биография
Иван Трнский родился в учительской семье в селении Нова-Рача близ Бьеловара. Он закончил своё начальное образование в Грубишно-Поле в 1830 году. После смерти отца Ивана отправили в диоцезный детский дом в Загребе, где он поступил в гимназию. Пройдя трёхлетний курс офицера административной границы в Граце, Трнский несколько лет прослужил на Военной границе. В 1867 году он был произведён в подполковники, а в 1869 году — в полковники. Он был первым префектом жупании Бьеловар-Крижевци с июля 1871 по февраль 1872 года, когда подал в отставку с этой должности. В 1901 году Трнски занял пост президента Матицы хорватской. Трнский умер в Загребе в 1910 году.
Его родственником был словенский либеральный политик Карел Лаврич.

## Работы
Трнский писал патриотические, окказиональные и популярные песни («О долгих осенних ночах»), стихи (сборники Pjesme krijesnice и Popijevke i milosnice mladenke) и рассказы (Slutljivac («Провидец» в переводе на русский), возможно, являющийся первым произведением в жанре сверхъестественной фантастики на хорватском языке).
Трнский переводил на хорватский язык литературные произведения с английского, немецкого, русского и чешского языков, в том числе Шекспира, Шиллера, а также «Евгения Онегина» Пушкина.
Трнский также внёс свой вклад в изучение лингвистики и метрики. Его эссе о написании стихов, вышедшее в 1874 году в литературном журнале Vijenac, принесло ему популярное прозвище «отца хорватской метрики».
Современники прославляли Трнского как великого поэта и борца за народные права. Нынешние же литературоведы считают его искусным, но не великим, поэтом и плодовитым автором окказиональных стихов. Он был главным организатором (1900) и президентом Ассоциации хорватских писателей. Трнский сотрудничал со многими журналами: от Danica ilirska Людевита Гая (1835), Neven и Vijenac до Savremenik (1910).
Трнский прославился также и как создатель головоломок, таких как анаграммы и акростихи, чем занимался в течение 50 лет. Многие из его головоломок были написаны в стихах. В этом виде деятельности Трнский использовал псевдонимы Скривнатин и Скревнатин, которые являются анаграммами его имени.